# Strachomino
Strachomino (do 1945 niem. Strachmin) – wieś sołecka w Polsce położona w województwie zachodniopomorskim, w powiecie koszalińskim, w gminie Będzino.

## Historia
Osiada wzmiankowana w 1301, należała najpierw do niejakiego Thessaurussa, a następnie została siedzibą rodową rodziny von Kameke. W 1793 wieś przeszła na własność rodu von Blanckenburgów. Na wzgórzu za wsią położony jest park podworski z pocz. XIX w.